# 七海性騷擾案
七海性騷擾案是1998年臺灣首件性騷擾判賠案例，台北地方法院於七海旅行社女職員控告男副總經理一案中，以「性騷擾侵害身體權」判決該名主管必須賠償十萬台币。

## 案情簡述
此案为1998年台灣首件性騷擾判賠案例。七海旅運公司的一名鄒姓女員工在職場中遭受上司性騷擾。在多次拒絕上司的邀約後，該上司利用職務之便對其施壓，包括無故解聘、取消勞健保、任意移動其私人物品等。鄒姓員工因此向台北市政府勞工局提出申訴。台北地方法院認定此事件構成「性騷擾侵害身體權」，判決該主管賠償十萬元。
然而，由於當時缺乏相關法律依據，法官無法處理該上司在性要求未遂後，利用職務權力製造敵意的工作環境，導致鄒姓員工因恐懼請假不上班，隨後又被評定低考績，最終以「專業能力不足」為由遭解雇的一系列懲罰性行為。

## 案情經過
1995年七海旅行社主管性騷擾鄒姓女職員之案件乃權勢性騷擾議題備受重視之起源。鄒姓女子於1994年10月17日起於國民黨黨營事業七海旅運社擔任業務代表工作，於進公司後不久便察覺就業環境中存有性別歧視，女性職員不受尊重，常須忍受主管上司要求應酬。往後的工作中更須忍受身為總經理兼代董事長的主管，在諸多時候對其多次言語及肢體上性騷擾，最終甚至利用權勢關係多方打壓，無故降薪、取消勞健保、任意移動員工私人物品、無故解聘等欲逼使鄒姓女子離職。由於公司不予受理，鄒姓女子於1995年6月向台北市勞工局及民間團體婦女新知基金會、上班族團結組織提出申訴，而該名男主管則反控告鄒姓女子誹謗名譽。

## 影響與結果
隨後勞工局與婦女新知基金會透過舉辦座談會，致力於促進社會各界重視工作場所性別騷擾與性別歧視問題與相關立法防治措施 ，此外新女性聯合會亦舉辦「男女工作平等法─職場性騷擾」公聽會，探討性騷擾定義、對於職場性騷擾的法律責任如何規範等，為往後性騷擾防治法制之路埋下種子。
於同年9月，勞工局裁定本件「性騷擾申訴案」成立，此案件成為台北市性別歧視評議委員會受理的第一宗性騷擾評議案件。1998年2月24日婦女新知基金會舉辦「職場性騷擾侵害人格權」座談會，聲援七海旅行社女職員。
最終於1998年2月3日本案以「性騷擾侵害身體權」判決該名主管上司須賠償十萬元，在法律名詞中尚未出現「性騷擾」 之情況下，創下中華民國首見的性騷擾判賠案例。此外，同年3月10日台北市政府通過「工作場所性騷擾防治要點」，將與性有關的行為、語言、視覺等敵意工作環境的產生要素，都列在禁止當中，使職場性騷擾有了正名，正式被列入法令條文。

## 影响
雖地方法院判決該名主管須給付十萬台元精神撫慰金，但對於鄒姓女子指控因遭性騷擾而被解雇之部分，因法官認定無因果關係及在職場性騷擾相關法源依據情況下，拒絕鄒姓女子之請求。對於法官無法處理該名主管因其對鄒姓女子的性要求未遂後，以職務上的權力製造敵意工作環境、刻意打低鄒姓女子工作考績，最後甚至以專業能力不足予以解雇等一連串的懲罰性行為，如此之判決反映出台灣女性面對職場性騷擾的弱勢，似乎保住了身體性自主權，卻保不住工作權。
對於台灣首例性騷擾判賠案例，婦女新知基金會深表欣慰，但台北地方法院於此案件中對性騷擾的性自主與平等權著墨不深，恐形成未來性騷擾案件對於人格權價值忽視之隱憂，立委葉菊蘭、范巽綠表示，過去由於企業壓力，而未通過兩性工作平等法，是造成職場性騷擾的主因，應加速立法進程。其希望台北地院對於性騷擾案件中的性別與階級權力進行深入理解因而提出四項訴求：
1.人格權增列性自主權 
2.立法尚未完成之前，各縣市制定職場性騷擾防治辦法 
3. 要求各縣市設立申訴專線並提供法律扶助與訴訟費用 
4. 盡速通過男女工作平等法
在七海性騷擾事件中，因公權力強力介入，得以確立性騷擾；然而於當時卻有諸多案件除錢櫃KTV案因消費者訴諸媒體，商家顧及營業形象給予回應之外，其他各案都是不了了之。學者認為此恐與父權反挫勢力的龐大以及其與日俱增的對應技巧有關，此外在沒有勞動人權的社會裡，性騷擾的議題很容易被汙名為誹謗。